# Коломієць Антон Васильович
Анто́н Васи́льович Коломі́єць (нар. 16 грудня 1988, Добропілля, Херсонська область — пом. 20 грудня 2022, с. Озарянівка, Бахмутський район, Донецька область) — журналіст і військовослужбовець Збройних сил України, учасник російсько-української війни.

## Життєпис
Народився на Херсонщині. Закінчив Круглоозерську ЗОШ (2006). Вищу освіту здобув у Херсонському державному університеті (2011), спеціальність — актор малих театрів; психолог.
З дитинства полюбляв співати — на сцені, святах, урочистостях, мав відзнаки як артист.
Працював на телеканалі «Скіфія» (нині Суспільне Херсон). Був ведучим прогнозу погоди, режисером прямих етерів. Також працював на херсонських телеканалах «ТВій ПЛЮС» і «ВТВ плюс».
Був членом Національної спілки журналістів України.
Коли почалася повномасштабна війна, вивіз родину з міста, тимчасово окупованого російськими військами. Відтак вступив до лав Збройних сил України. У листопаді 2022-го став бійцем 28-ї окремої механізованої бригади імені Лицарів Зимового Походу.
Загинув під час боїв на Донеччині (с. Озарянівка, Бахмутський район).
Тіло Антона кремували. Рідні чекають визволення Херсонщини, щоб там поховати його прах.
У журналіста залишилися дружина Юлія, сини Назарій і Захарій, батьки та брат.

## Нагороди
- Орден «За мужність» III ступеня (посмертно) — за особисту мужність, виявлену у захисті державного суверенітету та територіальної цілісності України, самовіддане виконання військового обов'язку[2]